# Adam Lymburner
Adam Lymburner (né à Kilmarnock (Écosse) en 1745 ou 1746, décédé le 10 janvier 1836 à Londres) était un marchand, officier de milice, député et conseiller exécutif du Bas-Canada.

## Biographie
Il s'embarque pour Québec afin de prendre la relève des affaires commerciales dirigées par son frère John, disparu en mer en 1772. Associé à Brook Watson et Robert Hunter, son frère John avait édifié une entreprise de pêche au saumon, à la baleine et même de chasse au phoque dans le Labrador.
Au cours du siège de Québec par les armées du Congrès continental en 1775, il est lieutenant dans la milice britannique. Pour une raison inconnue, il ne fait plus partie de la milice en décembre. L'historien François-Xavier Garneau soutient qu'il s'est retiré à Charlesbourg ou sur l'Île d'Orléans, comme l'ont fait d'autres marchands.
Après la guerre, le commerce de Lymburner continue de croître en importance. Il fait venir son frère Mathew et son neveu (John Crawford) pour l'aider dans la direction de l'entreprise. Il confie de plus en plus la responsabilité de ses affaires à son frère. À partir d'environ 1785, il est libre de s'impliquer dans le débat politique portant sur la constitution de la province de Québec.
En avril 1784, il se joint à un groupe qui menace d'entrer de force dans la salle de délibération du Conseil législatif alors que celui-ci discute de l'entrée en vigueur de l'habeas corpus. La loi aurait déjà dû être en vigueur dans la province depuis longtemps, mais son introduction a été reportée à plusieurs reprises. Dès novembre 1784, il appose sa signature au bas d'une pétition demandant le rappel de l'Acte de Québec et l'octroi d'une Chambre d'assemblée pour tous les sujets, tant anciens que nouveaux.
En 1787, à la suite de l'enquête sur l'administration de la justice présidée par le juge en chef William Smith, dont les résultats sont à ses yeux insatisfaisants, il participe activement aux efforts des citoyens pour réformer la constitution. En décembre de la même année, il est délégué à Londres par un comité de citoyens, afin de plaider en faveur de l'introduction d'une assemblée législative élective dans la colonie. Il est entendu par la Chambre des communes en 1788. Le gouvernement n'agit pas immédiatement, mais déjà en août 1789, le Secrétaire d'État à l'Intérieur, William Wyndham Grenville, préparait un plan de constitution.
Lorsqu'il fut connu que le plan de constitution de Grenville prévoyait en réalité deux provinces, il s'y opposa. Ses objections ne furent cependant pas retenues, ni par Grenville, ni par son successeur Henry Dundas. Le 4 mars 1791, le premier ministre William Pitt introduit le projet de loi dans la Chambre des communes.
Le 23 mars 1791, Lymburner se présente à nouveau à la barre de la Chambre des communes et plaide en faveur d'une seule province et d'une série d'amendements qui auraient eu pour effet de favoriser les anciens sujets aux dépens des nouveaux. En effet, s'il demande une seule législature pour toute la province, une augmentation du nombre de députés, et la diminution de la durée du mandat de sept à trois ans, il demande également que la population des villes, là où sont concentrés les anciens sujets, soient sur-représentée dans le découpage électoral du territoire par rapport à celle du milieu rural. De plus, il demande que la franchise élective ne soit attribuée qu'aux riches propriétaires, ce qui aurait eu pour effet de sous-représenter les agriculteurs de fortune modeste qui formaient la majeure partie de la population du pays. Le Parlement britannique ne retiendra que ses propositions d'augmenter le nombre des députés et de réduire la durée du mandat des élus.
La nouvelle loi constitutionnelle reçoit la sanction royale le 10 juin 1791. Le 18 novembre, le lieutenant-gouverneur Alured Clarke proclame l'entrée en vigueur de la constitution du Bas-Canada et du Haut-Canada pour le 26 décembre 1791.
Lymburner se trouvait encore en Angleterre lorsqu'il fut nommé au Conseil exécutif du Bas-Canada le 16 septembre, 1791. Il reste toutefois en Angleterre pour soigner son asthme et ne retourne en Amérique qu'en 1799, pour découvrir que le Conseil exécutif a voté son exclusion en 1794 pour cause d'absentéisme. Ses protestations à Londres n'y changent rien. Il retourne vivre à Londres définitivement en 1807.
Il entretient une correspondance amicale avec l'évêque Joseph-Octave Plessis et continue de s'intéresser à la vie politique des deux Canadas. Il décède le 10 janvier 1836 à l'âge de 91 ans.

## Écrits
- Brochure imprimée à Londres en 1788, mais qui n'a pas été retracée[6]
- The Paper Read at the Bar of the House of Commons, by Mr. Lymburner, agent for the Subscribers to the Petitions from the Province of Quebec, 1791
- Papier lu à la Barre de la Chambre des communes par Mr. Lymburner, agent pour les souscrivants aux pétitions de la province de Québec, 1791